# 巴德膜
巴德膜（AstroSolar）是德国一家名为Baader Planetarium的公司生产的一种用于观测太阳的产品，其可以有效地过滤太阳光。

## 用途
巴德膜主要用于观测和拍摄太阳、太阳黑子活动，日食等天文现象。巴德膜既可以减少太阳的光芒而保护肉眼和光学设备，又可以保留太阳清晰而不变色的图像。

## 规格
巴德膜的规格分为3.8与5.0两种。
3.8主要用于太阳摄影，密度不足以保护肉眼在观测太阳时不受伤害。而5.0主要用于肉眼观测太阳。

## 外观

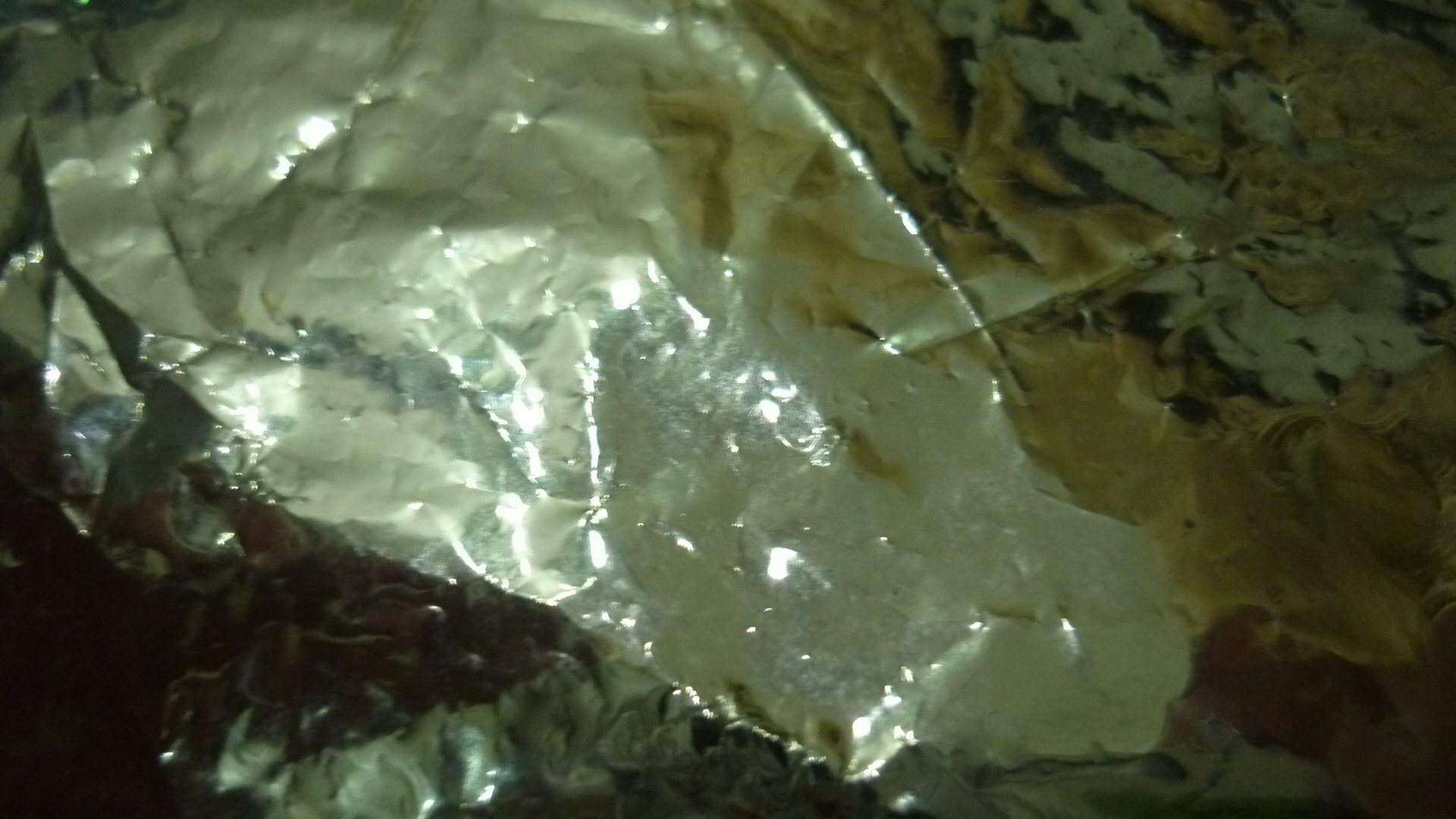
巴德膜

真正的巴德膜是银色，表面光滑，有反光的膜。

## 使用
使用前检查其表面有无穿孔，直接透过其观看太阳，抑或是将其套在光学设备的最前端，置于中间任何一环节会造成热力聚积烧穿巴德膜，危害设备和使用者安全。另外，其表面的平整程度并不影响观测。

## 保养
巴德膜极薄，极易受损破裂，使用时应小心，避免折叠，若穿孔则不能再使用。

## 外部連結
- 生產廠商介紹網頁